# 山河あり
『山河あり』（さんがあり）は、1962年4月29日に公開されたドラマ映画、監督・松山善三、主演には高峰秀子、他に田村高廣、小林桂樹など出演。1962年度キネマ旬報ベストテンでは第11位となり、ベストテン入りを逃した。
時は大正時代、日本からハワイへと移住した日本人たちが、日本とアメリカの戦争に巻き込まれ、彼らの二世が部隊としてアメリカ軍に加わるなど、苦しい生活を強いられた移民たちを描いた作品である。

## スタッフなど
- 製作：月森仙之助
- 企画 : 木下恵介
- 監督：松山善三
- 脚本：久板栄二郎、松山善三
- 撮影：楠田浩之
- 美術 : 戸田重昌
- 編集 : 杉原よ志
- 音楽：木下忠司
- 衣裳監督 : 高峰秀子

## 配役
- 井上きしの：高峰秀子[5]
- 長女郷田さくら：桑野みゆき[5]
- 井上義雄：田村高廣[5]
- 郷田すみ：久我美子[5]
- 長男郷田一郎：石浜朗[5]
- 長男井上春男：早川保[5]
- 次男井上明：ミッキー・カーチス[5]
- 儀間猛：三井弘次[5]
- 芦沢金兵衛：加藤嘉[5]
- 黒川：清水将夫[5]
- 木村：河野秋武[5]
- 千之赫子[5]
- 桂小金治[5]
- 本間文子[5]
- 城所英夫[5]
- 露口茂[5]
- 落合義雄[5]
- 陶隆[5]
- 山本多美[5]
- 小林十九二[5]
- 郷田久平：小林桂樹（東宝）[5]